# مصفاة الشاي

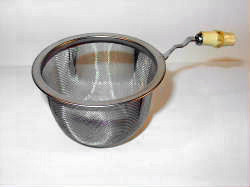
مصفاة شاي بمقبض من البامبو

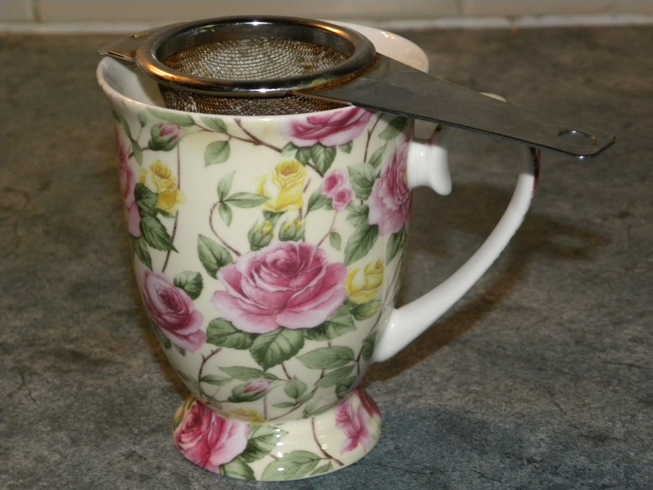
مصفاة شاي على فنجان شاي

مصفاة الشاي هي نوع من المصافي التي توضع فوق فنجان الشاي أو داخله لالتقاط أوراق الشاي المفروطة.
عند تحضير الشاي بالطريقة التقليدية في إبريق شاي، لا توضع أوراق الشاي في أكياس الشاي، بل تطفو بحرية في الماء. عادة ما تُرشّح الأوراق باستخدام مصفاة الشاي، نظرًا لأنها لا تُشرب مع الشاي. توضع المصافي عادة فوق الجزء العلوي من الكوب لالتقاط أوراق الشاي أثناء سكب الماء.
بالإضافة إلى ذلك، يمكن استخدام بعض مصافي الشاي العميقة لتحضير أكواب فردية من الشاي، مثل استخدام أكياس الشاي أو سلال التخمير – تُوضع المصفاة المليئة بالأوراق في فنجان لتحضير الشاي، فتُزال بعد ذلك مع أوراق الشاي المستهلكة حين يجهز الشاي للشرب. باستخدام مصفاة الشاي بهذه الطريقة، يمكن استخدام نفس الأوراق لتحضير أكواب متعددة.
على الرغم من تراجع استخدام مصفاة الشاي في القرن العشرين مع تزامن الإنتاج الضخم لأكياس الشاي، إلا أن خبراء الشاي لا يزالون يفضلونها، إذ يزعمون أن الاحتفاظ بالأوراق معبأة داخل الكيس بدلاً من تحركها بحرية يمنع عملية الانتشار. كما يؤكد كثيرون أن أكياس الشاي غالباً ما تحتوي على مكونات رديئة، ألا وهي غبار الشاي.
عادة ما تُصنع مصافي الشاي إما من الفضة الإسترلينية أو الفولاذ المقاوم للصدأ أو الخزف الصيني.غالبًا ما تُباع المصافي مع طقم، مصفاة الشاي وصحن صغير لتستقر عليه بين الاستخدامات. تحوّلت مصافي الشاي إلى روائع فنية إذ أصبحت حرفة صوّاغ الفضة والذهب، بالإضافة إلى نماذج نادرة من الخزف الفاخر.
تشبه سلال التخمير (أو سلال الغمر) مصافي الشاي، ولكنها عادةً ما توضع في الجزء العلوي من إبريق الشاي لاحتواء أوراق الشاي أثناء التخمير. لا يوجد حد قاطع بين سلة التخمير ومصفاة الشاي، ويمكن استخدام الأداة نفسها لكلا الغرضين.

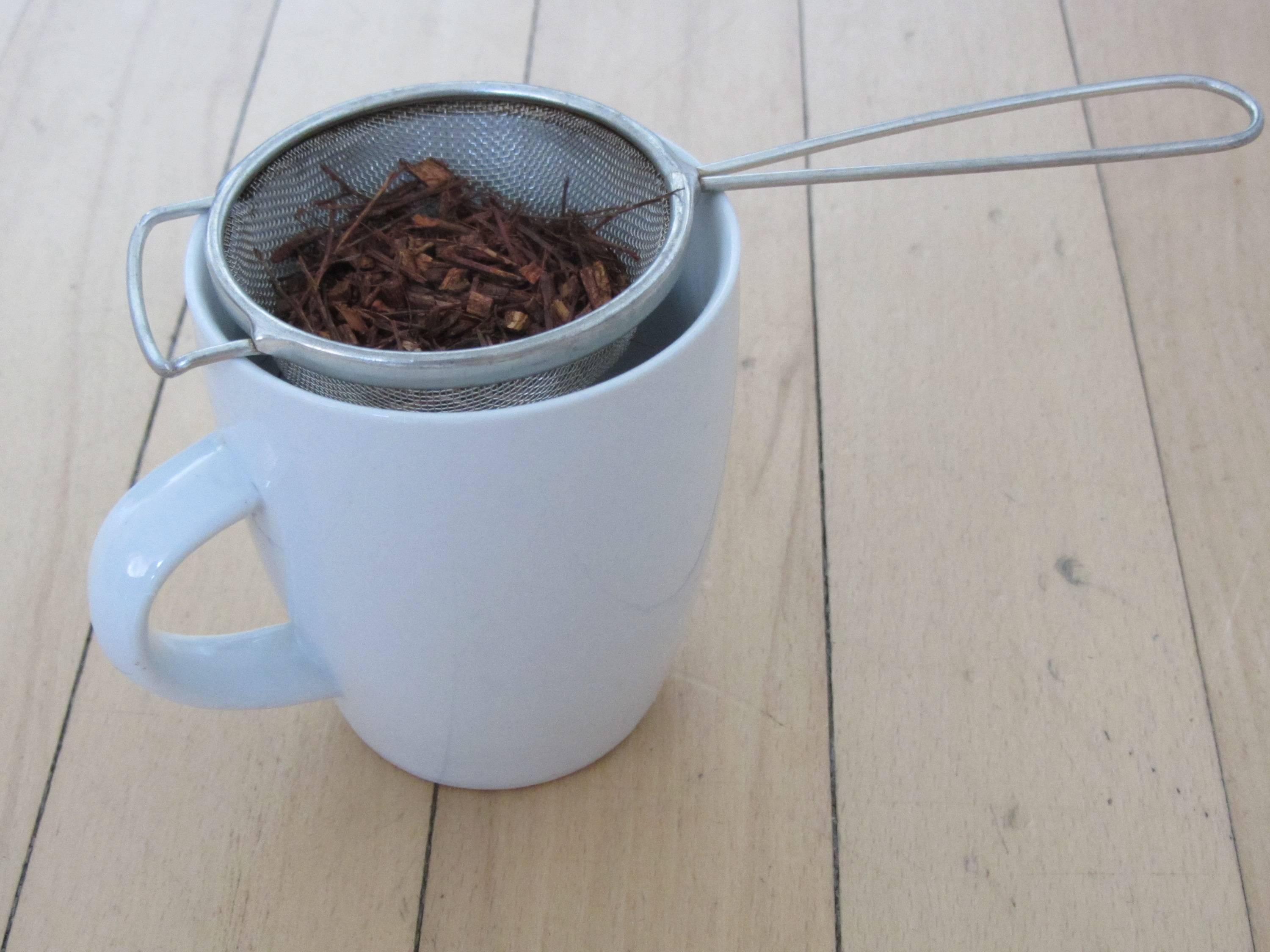
كوب من شاي المريمية مع مصفاة شاي

## استخدامات أخرى
يمكن استخدام مصافي الشاي كذلك لفصل جوامد الحليب عن السمن. ويستخدم أيضاً لفصل السائل عن المادة الصلبة عند تحضير صلصة البيارنيز.
يمكن استخدام مصفاة الشاي أو غربال صغير مماثل من قبل المرضى الذين يحاولون تمرير حصوات الكلى، إذ يتبول المريض من خلال المصفاة، لضمان التقاط الحصوة في حال مرورها لإخضاعها للتقييم والتشخيص.